# Siachen Muztagh
La Siachen Muztagh és una remota serralada secundària que es troba a l'est de la gran serralada del Karakoram. Prop del 60% es troba a la zona controlada per la Xina i el 40% restant a la zona controlada per l'Índia. El Pakistan reivindica la part controlada per l'Índia com a part del conflicte de Siachen. L'Índia reivindica la part controlada per la Xina. L'Índia administra la seva part com a part del territori de Ladakh, mentre la Xina administra la seva part com a part de la província de Xinjiang.
Tots els mapes i atles disponibles situen la serralada entre el riu Shaksgam al nord, la glacera Urdok al nord-oest, la glacera de Siachen al sud-oest, la glacera de Teram Shehr, la de Rimo i el coll Indira al sud, i el riu Yarkand a l'est.
El seu cim més alt és Teram Kangri I, amb 7.462 metres, la 56a muntanya més alta del món. El segon cim més alt és l'Apsarasas Kangri I, amb 7.243 metres.